# Marielle Berger Sabbatel
Pour les articles homonymes, voir Berger (homonymie) et Sabatel.
Marielle Berger Sabbatel, née le 29 janvier 1990 à Bourg-Saint-Maurice, est une skieuse acrobatique française spécialiste du skicross.

## Biographie
Née le 29 janvier 1990 à Bourg Saint Maurice, Marielle Berger Sabbatel commence le ski à 15 mois. Un père moniteur la guide. Membre du ski club des Arcs, elle commence les compétitions à l'âge de 8 ans. Elle remporte une première place au Coq d'Or en 2001 et à la SCARA en 2005.
Elle poursuit sa scolarité au lycée d'Albertville et réussit en 2008 avec mention un Bac S. Elle intègre en 2007 l'équipe de France de ski alpin dans le groupe Relève et court sur le circuit européen. En 2011 elle a l'occasion de changer de discipline et intègre l'équipe de France de skicross. Elle reprend ses études au sein de l'Institut Sport & Management de Grenoble École de Management en 2015 et obtient en 2017 un BTS Management des Unités Commerciales. Puis finalement, en 2019, un titre de niveau II Responsable Marketing et Commercial. Pour finir elle obtient en 2021 le Master proposé par l'école Grenoble Ecole de Management, le DESMA.
Courant de l'été 2024, l'athlète rejoint l'équipe de la Police Nationale.

## Carrière
En 2011, elle fait ses débuts en Coupe du monde au skicross de Innichen où elle se classe septième. Lors de la saison 2012-2013, elle obtient deux podiums à Grasgehren puis à Åre et se classe 3e au classement de la coupe du monde. Après deux saisons marquées par des blessures (une double fracture des vertèbres sur la piste de Val Thorens en 2014 suivie par des multiples fractures au pied en Corée en 2016), elle revient à la compétition lors de la saison 2017 et se place trois fois sur le podium. 5e mondiale, avec trois secondes places, elle s'est qualifiée et a participé à ses deuxième Jeux Olympiques en Corée du Sud en 2018. Elle est licenciée au club des Arcs.
Elle est sacrée championne de France de skicross en 2018, 2019 et 2020 lors des épreuves disputées à Val-Thorens ainsi qu’en 2023 et 2024 aux Saisies. 

## Palmarès

### Jeux olympiques
| Épreuve / Édition   |     |
| Skicross            |     |
| JO 2014 Sotchi      | 19e |
| JO 2018 Pyeongchang | 10e |

### Championnats du monde
| Épreuve / Édition                   |     |
| Skicross                            |     |
| Mondiaux 2013 Voss-Myrkdalen        | Ab. |
| Mondiaux 2017 Sierra Nevada         | 6e  |
| Mondiaux 2019 Park City-Deer Valley | 12e |
| Mondiaux 2021 Idre Fjäll            | 6e  |
| Mondiaux 2023 Bakuriani             | 10e |
|                                     |     |

### Coupe du monde
- Meilleur classement en skicross : 2e en 2024.
- 31 podiums dont 2 victoires.

#### Différents classements en coupe du monde
| Année/Classement | Année/Classement | Général | Général | Skicross | Skicross |
| ---------------- | ---------------- | ------- | ------- | -------- | -------- |
| Année/Classement | Année/Classement | Class.  | Points  | Class.   | Points   |
| 2011-2012        | 2011-2012        | 28e     | 28      | 8e       | 281      |
| 2012-2013        | 2012-2013        | 18e     | 40      | 3e       | 404      |
| 2013-2014        | 2013-2014        | 32e     | 29      | 8e       | 321      |
| 2014-2015        | 2014-2015        | 117e    | 5,27    | 29e      | 58       |
| 2015-2016        | 2015-2016        | 67e     | 17,08   | 16e      | 205      |
| 2016-2017        | 2016-2017        | 41e     | 29,85   | 9e       | 388      |
| 2017-2018        | 2017-2018        | 17e     | 42      | 5e       | 422      |
| 2018-2019        | 2018-2019        | 41e     | 27      | 11e      | 305      |
| 2019-2020        | 2019-2020        | 15e     | 45      | 4e       | 503      |
| 2020-2021        | 2020-2021        | —       | —       | 4e       | 474      |
| 2021-2022        | 2021-2022        |         |         |          | 239      |
| 2022             | 2023             |         |         |          | 404      |
| 2023             | 2024             |         |         | 2e       | 990      |

#### Détails des victoires
| Édition / Épreuve | Skicross             |
| 2019-2020         | Innichen/San Candido |
| 2022-2023         | Craigleith           |

### Championnats de France Elite
- Championne de France en 2018, 2019, 2020, 2023 et 2024